# ノートン・フィッツワレン鉄道事故 (1890年)
ノートン・フィッツワレン鉄道事故 (英語:  Norton Fitzwarren rail crash (1890)) は、1890年11月11日にイギリスサマセット州トーントンの南西約2マイルにあるグレート・ウェスタン鉄道のノートン・フィッツワレン駅で発生した鉄道事故である。プリマス発パディントン行きの臨時のボート・トレインが本線に停車していた貨物列車と衝突し、10人が死亡、11人（臨時列車の機関士と機関助士を含む）が重傷を負った。
同駅では、1940年にも別の事故が起きている。 

## 事故の経過
午前0時36分、ブリストル発エクセター行きの下り貨物列車（標準軌の機関車と前部機関車として連結された広軌の機関車による重連運転）がノートン・フィッツワレン駅に貨物の積み下ろしのために停車した。午前1時5分、貨物列車の乗務員は、信号手から、後続の下り貨物列車が午前1時17分に当駅を通過するので、上り本線に移動して下り線を空けるように伝えられた。貨物列車は上り本線に移動し、前部機関車は貨物列車から離れて支線へ移動した。後続の貨物列車を通過させた後、信号手は前部機関車を下り本線に戻すよう指示した。
これらの作業が行われている一方で、午前1時23分に上りのボート・トレインが1つ前の信号所から当駅の信号手に移管されていた。信号手は先行の貨物列車がまだ本線に停車していることを忘れ、ボート・トレインの進行を許可し、駅の信号をボート・トレインに対して進行現示にした。 午前1時24分、約50mph（約80km/h、全速力）で進行してきたボート・トレインが信号所を通過後、貨物列車に衝突した。貨物列車の機関士や機関助士は事故直前に辛うじて逃げ出したものの、ボート・トレインに対して危険を伝える余裕はなかった。ボート・トレインの乗務員はブレーキをかけることができなかった。

## 原因
事故の直接的原因は信号手が上り本線に下り貨物列車が停車中であることを忘れたこと、および線路がふさがっているにもかかわらずボート・トレインを駅に進入させたことである。
イギリス商務省は調査により、貨物列車の前照灯を赤から緑へ変化させるのが早すぎたことも要因の1つと決定した。もしボート・トレインの機関士が前方の赤いランプに気づけばブレーキをかけることが可能だった。ほかの要因として、貨物列車の乗務員が会社の原則にしたがって、本線にまだ停車していることを信号係に通知することを怠ったこととした。